# 杨景辉
楊景輝（1983年5月15日—），出生于中国广东省广州市，中國跳水運動員。

## 生涯
楊景輝最先在广州市越秀区跳水队接受训练，其教练是王友光，3年之後入讀广东省运动学院，當時楊景輝有兩個教练，分別是谭良德以及李青。經過3年的培訓後，楊景輝入选国家跳水集训队，那時楊景輝的教练是谭良德。4年後楊景輝入選国家队，教练是鍾少珍。
在入選国家跳水集训队的第4年，楊景輝奪得了九运会中的男子团体金牌。兩年後的世界大学生运动会男子双人跳台金牌。
2004年，楊景輝更上一層樓，分別奪得了国际游联跳水大奖赛加拿大站男子10米跳台冠军以及與田亮聯手奪得了雅典奧運的男子雙人10米高臺金牌。
2005年，楊景輝分別奪得了国际泳联跳水大奖赛美国站以及珠海站的男子10米台双人冠军及2005年世界游泳錦標賽亞軍（與胡佳合作）。
2005年后，楊景輝退出了國家跳水隊主力陣容，渐渐淡出人们的视线。之後，楊景輝入讀于中山大学行政管理系，碩士畢業後于广东体育职业技术学院任职团委副书记。